# Nakajima Homare
Nakajima Homare (japanska: 誉, ungefär: "ära" eller "heder") var en japansk flygmotor som utvecklades och användes under andra världskriget. Homare var en 18-cylindrig två-radig luftkyld stjärnmotor och användes under de sista åren av det japanska imperiet. Den användes både av kejserliga japanska arméns luftkår samt kejserliga japanska flottans luftkår, kanske mest känt i jaktplanet Nakajima Ki-84. Vid krigsslutet hade motorn serieproducerats i 8 771 exemplar mellan 1941 och 1945.

## Utveckling & användning

### Utveckling
Nakajima började bygga stjärnmotorer under sena 1920-talet, dessa var i första hand licensbyggda Bristol-motorer. Utvecklingen av Homare började 1940, tänkt som en efterföljare till Nakajima Sakae, vilken också var utgångspunkten. Homare delade cylinderdiameter samt slaglängd med sin föregångare Sakae, men hade ytterligare fyra cylindrar för totalt 18, utplacerade i två spridda rader med större avstånd mellan varandra än Sakae för effektivare luftkylning. 
Utvecklingen av Homare-motorn präglades av problem och svårigheter. Trots detta visade både den japanska flottans luftkår samt arméns luftkår stort intresse för motorn, och projektet fortskred. I slutet av mars 1941 hade en prototyp konstruerats som kunde startas och köras för observatörer. Resultatet av arbetet var en mycket kompakt motor, 118 cm i diameter, endast 3 cm större än föregångaren Sakae, med en slagvolym på 35,9 liter. Även internationellt sett var detta en ytterst kompakt och effektiv motor. Jämförelsevis hade samtida tyska BMW801C en slagvolym på 41,8 liter, en diameter på 129 cm samt 281 färre hästkrafter. 
Efter en rad prototyper, tester och modifikationer mellan mars 1941 och november 1942 började Homare serieproduceras i december 1942. 

### Användning
Strax efter att serieproduktionen av Homare hade tagit sin början visade det sig att dess kompakta design var mycket svår att massproducera. Kravet på exaktheten i konstruktörernas arbete samt de materiella kraven som ställdes för att tillverka Homare visade sig vara höga, och produktionen gick långsammare än man initialt hade räknat med, vilket gjorde att vissa flygplan stod stilla i fabrikerna i väntan på sina motorer. 
Under utvecklingstiden hann japans krigslycka vända, och i takt med detta blev högkvalitativt bränsle svårare att få tag på. Nakajima Homare hade ursprungligen utvecklats för 100 oktanigt bränsle, men de flesta planen vid frontlinjen kom att tankas med 91, 87 eller i vissa fall 85 oktanigt bränsle. Detta ökade slitaget på motorerna markant och gjorde även att de inte uppnådde den planerade effekten på 1 820-2 000 hk. Ett insprutningssystem för vatten/metanol togs fram för att mitigera de negativa effekterna av det undermåliga bränslet, men systemet var svårt att underhålla, och riskerade att distribuera blandningen inkonsekvent vilket kunde resultera i att vissa cylindrars tändstift brann ut. 
Degenereringen av den japanska industrin, dess personal samt materialen de använde, gjorde att vissa Homare-motorer som monterats i flygplan mättes upp till endast 1 300 hk, vilket försämrade de japanska flygets prestanda kraftigt.
Trots motorns problem var Homare den enda vitt tillgängliga flygmotorn som kunde uppnå 2 000 hk i det japanska imperiet, och användes därför i följande flygplan innan krigsslutet:
- Aichi B7A
- Kawanishi N1K-J
- Mitsubishi A7M
- Nakajima C6N
- Nakajima G8N
- Nakajima J5N
- Nakajima Ki-84
- Yokosuka D4Y5
- Yokosuka P1Y1

Efter kriget testades ett antal Homare-motorer i USA, dock med högoktanigt flygbränsle, amerikanska tändstift samt amerikansk motorolja. Under dessa omständigheter presterade motorn förvånansvärt bra, och planet det var monterat i (Ki-84) visade sig få flygprestanda som översteg de amerikanska jaktplanen på många punkter. 

## Varianter

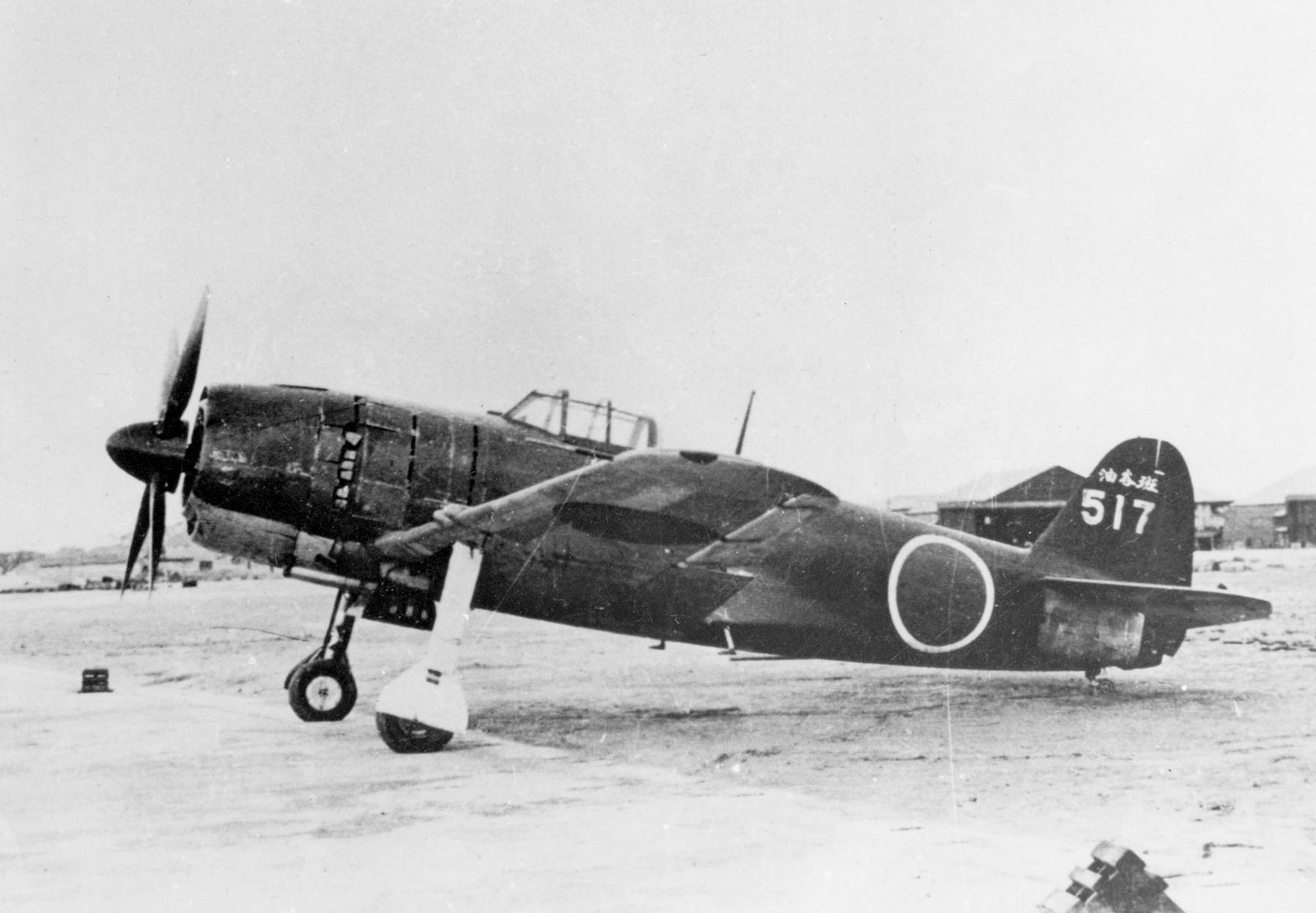
Kawanishi N1K Shiden var ett av de jaktplan som utrustades med Nakajima Homare-motorn

Homare Ha-45 modell 11 (ハ45-11) - Första produktionsvarianten. 1 650-1 820 hk (1 230-1 417 kW).
Homare Ha-45 modell 12 (ハ45-12) - Justering av kompressorn, vatten/metanol-system flyttat från förgasaren till bredvid kompressorn. 1 825 hk (1 361 kW). Utrustade mest två-motoriga flygplan.
Homare Ha-45 modell 21 (ハ45-21) - Laddtrycket ökat, nytt vatten/metanol-system. 1 990 hk (1 460 kW). Detta blev den i antal mest producerade varianten, och den vanligaste att utrusta jaktplanen som Ki-84 och N1K2.
Homare Ha-45 modell 22 (ハ45-22) - Experimentell variant. Kylfläkt installerad, samt justeringar gjorda för att passa en ny propellertyp.
Homare Ha-45 modell 23 (ハ45-23) - Experimentell variant. Nytt bränsleinsprutningssystem. 2 000 hk (1 491 kW).
Homare Ha-45 modell 25 (ハ45-25) - Ny vevaxel. Tester pågick fortfarande vid krigsslutet.
Homare Ha-45 modell 31 (ハ45-31) - Modifierad modell 21 med ny kylfläkt samt högre laddtryck, vilket ökade effekten. 2 200 hk (1 640 kW).
Homare Ha-45 modell 41 (ハ45-41) - Ny 3-stegs kompressor.
Homare Ha-145 (ハ145) - En prototyp byggd för arméns luftkår. Testad i en experimentell variant av Ki-43.
Homare Ha-245 (ハ245) - Planerad variant för arméns luftkår. Specialiserad på höghöjdsprestanda.